# 가인이어라 (텔레비전 프로그램)
《가인이어라》는 2019년 11월 10일에 방송된 문화방송의 특별 편성 프로그램이다.

## 방송 시간
| 방송 채널 | 방송 기간        | 방송 시간                  | 비고 |
| --------- | ---------------- | -------------------------- | ---- |
| MBC       | 2019년 11월 10일 | 일요일 저녁 6시 30분 ~ 8시 |      |

## 출연진
- 조우종 - MC
- 조승희 - MC
- 송가인

## 수록곡

### 1부
1. 단장의 미아리고개
2. 용두산 엘리지
3. 진정인가요
4. 성주풀이
5. 남원산성
6. 진도아리랑
7. 영암아리랑
8. 강원도아리랑
9. 엄마아리랑

### 2부
1. 서울의 달
2. 이별의 영동선
3. 가인이어라
4. 무명배우
5. 사랑에 빠져봅시다
6. 영동부르스
7. 한 많은 대동강
8. 엄마아리랑(Ballad Ver.) - 앵콜곡
9. 트로트 메들리[1]

## 참고 사항
해당 콘서트 중계는 TV조선에서 편성이 확정되었기 때문에, 결국 MBC로 편성 변경하였다.

## 시청률
시청률은 1부는 6.8%, 2부는 8.5%을 경신하였다.

## 같이 보기
- 콘서트